# JALビジネス
株式会社JALビジネスとは、かつて存在したJALグループの総合人材・オフィスサービス企業。
2009年10月1日、伊藤忠グループの総合人材・アウトソーシング企業であるキャプラン株式会社と、JALグループで教育・研修事業を展開するJALアカデミー株式会社と統合し、キャプラン株式会社となった。

## 概要
- 代表者　代表取締役社長　環 博

### 沿革
- 1979年11月 - 設立
- 2009年10月 - キャプラン株式会社およびJALアカデミー株式会社と統合。

## 株主
- 株式会社日本航空インターナショナル
- 株式会社JALグランドサービス
- 株式会社JALUX
- 株式会社JALマイレージバンク
- 株式会社ジャルツアーズ
- 株式会社ジャルパック